# Pachyoryctes
Pachyoryctes – rodzaj chrząszczy z rodziny poświętnikowatych i podrodziny rohatyńcowatych.
Chrząszcze o ciele długości od 40 do 48 mm, w zarysie szerokim i z równoległymi bokami. Ubarwienie mają ciemnorudobrązowe, pozbawione metalicznego połysku. Czułki zbudowane są z dziesięciu członów i zakończone krótką buławką. Nadustek jest wykrojony lub wręcz podzielony na dwa płaty. Spod tegoż daleko wystają bardzo szerokie żuwaczki o zaokrąglonych zewnętrznych brzegach. Dymorfizm płciowy jest silnie zaznaczony. Samce mają na czole pojedynczy róg o zaostrzonym szczycie oraz parę ostrych, trójkątnie się zbiegających żeberek na przedpleczu. U samic na czole obecny jest tylko guzek, a przedplecze jest niemal niezmodyfikowane. Powierzchnia pokryw jest siateczkowana oraz bardzo delikatnie i bezładnie punktowana. Odnóża przedniej pary mają po tępym zębie na udach i po trzech zębach na goleniach. Szerokość goleni przednich jest u samców nieco mniejsza niż u samic. Golenie tylnej pary mają na krawędziach wierzchołkowych po dwa silne zęby. Propygidium pozbawione jest narządów strydulacyjnych.
Owady te ograniczone są w swym występowaniu do krainy orientalnej. Oba gatunki są endemitami Mjanmy.
Rodzaj obejmuje dwa opisane gatunki:
- Pachyoryctes elongatus Arrow, 1941
- Pachyoryctes solidus Arrow, 1908